# Aneflus rugicollis
Aneflus rugicollis là một loài bọ cánh cứng trong họ Cerambycidae.